# A fekete tulipán (film, 1964)
(A) fekete tulipán (franciául: La Tulipe noire egy 1964-ben bemutatott francia-olasz-spanyol kosztümös kalandfilm-vígjáték, Christian-Jaque rendezésében, Alain Delon és Virna Lisi főszereplésével. A filmet forgatókönyve csak igen távoli hasonlóságot mutat id. Alexandre Dumas azonos című regényének, az 1851-ben megjelent A fekete tulipánnak (La tulipe noire) cselekményével. Bár a forgalmazók „Dumas-adaptációként” hirdetik, valójában nem nevezhető annak. A romantikus történet a francia forradalom előestéjén játszódik Dél-Franciaországban.

## Cselekmény
1789 júniusában járunk Roussillon tartományban. A vidéken nagy az elégedetlenség, a forradalom előszele érződik. A földesurak és adóbérlők sanyargatják a jobbágyokat és a közrendű polgárokat. A környéken egy álarcos lovas tevékenykedik. Voltaire nevű idomított lovának és Brignol nevű zsivány cinkosának segítségével kirabolja a gazdagokat. Igazságosztó üzeneteket hagy maga után, névjegye egy fekete tulipán. Mindig győz és mindig sikeresen eltűnik az őt üldöző poroszlók elől. La Mouche, a helyi rendőrfőnök (lieutenant général de police) már gyanítja, hogy a rabló nem más, mint Guillaume de Saint-Preux nemes ifjú, a helyi arisztokrata társaság kedvence, nagy szoknyavadász, az „előkelő társaság” hölgyei mind a lába előtt hevernek. La Mouche jelentést tesz de Vigogne márkinak, de Catherine, a márki csapodár felesége egyben Guillaume szeretője is. Az ő révén a Fekete Tulipán értesül La Mouche gyanújáról.
La Mouche csapdát állít a Fekete Tulipánnak: egy hintóban elrejti poroszlóit. Az álarcosok rajtaütnek a hintón, de az előbújó túlerő elől menekülniük kell. La Mouche-nak sikerül megvágnia a Fekete Tulipán arcát, és reméli, hogy e jelről azonosíthatja, ha bárhol megjelenik. Rendőri körözést ad ki, emberei minden vágott arcú embert letartóztatnak. Guillaume éjszaka meglesi La Mouche-t, ugyanúgy megvágja a báró arcát, emiatt a következőkben La Mouche-t saját rendőrei újra és újra Fekete Tulipánnak vélik, letartóztatják és hosszabb-rövidebb időre fogdába zárják.
Guillaume elküldi Brignolt saját öccséért, Julien de Saint-Preux-ért, aki bátyjának tökéletes hasonmása. Csak Voltaire, a ló képes őket megkülönböztetni. Julien naív idealista, az igazságosság és a polgári szabadság lelkes szószólója. Guillaume arra utasítja öccsét, jelenjen meg az ő képében az arisztokraták társasági eseményein, és álljon helyt Catherine márkinénál, Guillaume szeretőjénél is. Julien egyetlen éjszaka alatt hibátlanul memorizálja bátyjának összes ismeretét, kapcsolatát, és tökéletesen helyettesíti Guillaume-ot. La Mouche báró, aki bizonyos abban, hogy Saint-Preux arcát vágta meg, megdöbbenve és értetlenül látja Saint-Preux sértetlen arcát.
Egy véletlen során Julien megismerkedik a közrendű Plantinnel, egy radikális, nagyszájú forradalmárral, és annak szép leányával, Caroline-nal, aki éppen esküvőre készülő menyasszony. A lányt annyira elbűvöli a szép Julien, hogy hazaküldi a násznépet, felbontja eljegyzését, és Julienhez törleszkedik. Az előkelő társaságban Julien sikerrel helyettesíti bátyját. Megtudja, hogy Grasillac hercege rövidesen hatalmas sereggel vonul át a városon, célja a lázongó párizsi nép szétverése. Julien nagyívű tervvel áll bátyja elé: ketten együtt megölik a herceget, felrobbantják a város hídját, így megállítják a hadsereg vonulását. Guillaume-ot azonban nem lelkesítik magasröptű célok, csak saját anyagi hasznára rabolja ki a gazdagokat. Az igazságosztó Fekete Tulipán alakja csak eszköz, amit saját népszerűsítésére használ. Julien összevész bátyjával, és elhatározza, hogy a Fekete Tulipán alakjában ő maga indul harcba a forradalmárok megsegítésére. Segítséget kap Plantin családjától és Caroline-tól, a kardos menyecskétől, aki időközben Julien menyasszonya lett. Furfangos trükkök alkalmazásával elfogják Grasillac herceget, a hadsereget elküldik Párizzsal ellenkező irányba, Marseille felé. A Plantin családi tanács elhatározza, hogy az elfogott herceget – és távlatban majd minden arisztokratát is – le kell nyakazni. Ehelyett az egész társaság, beleértve a herceget is, holtrészegre issza magát.
Közben La Mouche báró felkutatja Julien és társai rejtekhelyét. A rendőrök nagy verekedésben kiszabadítják Grasillach herceget és elfogják Julient, akit mindenki Fekete Tulipánnak hisz. A hírhedt rablót és lázadót kötél általi halálra ítélik. Az otthon rejtőzködő Guillaume ezt meghallva öccsének megmentésére siet. Éjjel megtámadja a börtönt, kiszökteti Julient, de közben ő maga megsebesül és fogságba esik. Másnap Guillaume-ot a főtéren nyilvánosan felakasztják.
Vigogne márki palotájában a helyi előkelőségek éppen a Fekete Tulipántól való megszabadulásukat ünneplik, amikor betörnek a forradalmárok, élükön Julien, a halottnak hitt Fekete Tulipán jelmezében. Az akasztófához sietők Guillaume teste helyett Vigogne márkit látják lógni. Pánik tör ki, az arisztokraták fejvesztve menekülnek, köztük Grasillac herceg is, aki új szeretőjét, a friss özvegy Vigogne márkinét viszi magával. La Mouche bárót Guillaume idomított lova, Voltaire belöki a szakadékba, így megbosszulva gazdáját. A forradalmárok átveszik a hatalmat és kiszabadítják a foglyokat. Julien feleségül veszi Caroline-t, közben apósa, Plantin meghozza a hírt, hogy Párizsban a felkelt nép elfoglalta a Bastille-t.

## Szereposztás
| Szerep                                            | Színész           | Magyar hangja                    |
| ------------------------------------------------- | ----------------- | -------------------------------- |
| Guillaume de Saint-Preux / Julien de Saint-Preux  | Alain Delon       | Lukács Sándor (Debreczeny Csaba) |
| Caroline „Caro”` Plantin                          | Virna Lisi        | Bánsági Ildikó                   |
| La Mouche báró, rendőrfőnök                       | Adolfo Marsillach | Balázs Péter                     |
| de Vigogne márki                                  | Akim Tamiroff     | Képessy József                   |
| Catherine de Vigogne márkiné                      | Dawn Addams       | Földi Teri                       |
| Plantin úr, Caroline apja                         | Francis Blanche   | Horváth Gyula (Kajtár Róbert)    |
| Alexandre de Grasillach de Morvan-Le-Breau herceg | Robert Manuel     | Szabó Ottó (Szersén Gyula)       |
| Lisette                                           | Laura Valenzuela  | N/A                              |
| Királyi adóbérlő (fermier général)                | George Rigaud     | N/A                              |
| Narrátor (hangja)                                 | N/A               | Galkó Balázs                     |

## További információ
- A fekete tulipán a PORT.hu-n (magyarul)
- A fekete tulipán az Internetes Szinkronadatbázisban (magyarul)
- A fekete tulipán az Internet Movie Database-ben (angolul)
- A fekete tulipán a Rotten Tomatoeson (angolul)
- A fekete tulipán a Box Office Mojón (angolul)
- La Tulipe noire (francia nyelven). AlloCiné.fr
- The Black Tulip / La Tulipe Noire (1963). Collections Search British Film Institute (BFI.org.uk). (Hozzáférés: 2023. október 18.)
- Die schwarze Tulpe (német nyelven). Filmdienst.de